# Jedlová (Góry Łużyckie)

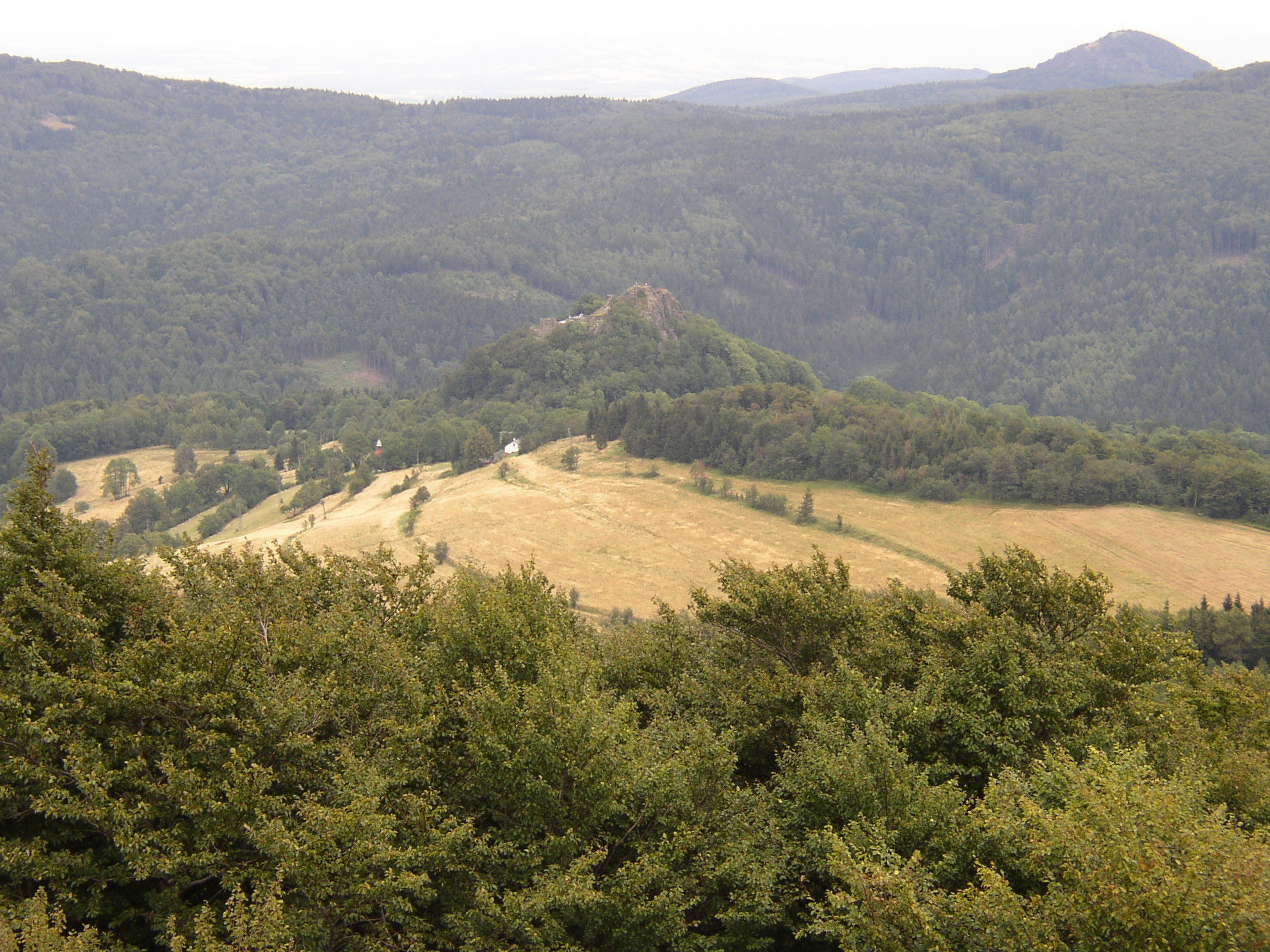
Widok z Jodłowej na Tolštejn; po prawej u góry Luž

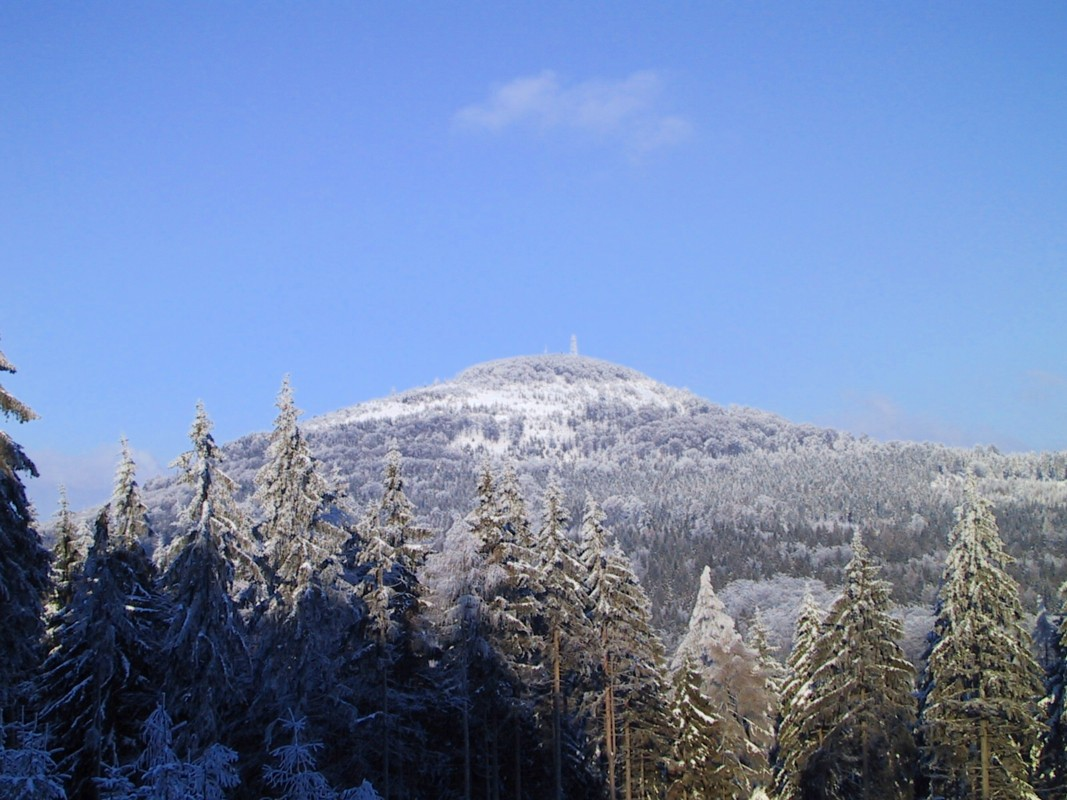
Jedlová zimą

Jedlová (niem. Tannenberg, 774 m n.p.m.) – trzeci pod względem wysokości szczyt w masywie Gór Łużyckich w paśmie Sudetów Zachodnich, w Czechach (w tzw. Worku šluknovskim).
Góra położona jest w zachodniej części Gór Łużyckich 2 km w kierunku południowo-zachodnim od Jiřetína pod Jedlovą i 7 km od Varnsdorfu. Góra to dawna kopuła wulkaniczna, górna część zbudowana jest z fonolitu zawierającego kryształy szklistego skalenia, który często rozpada się na duże płyty. W dolnej jej część występuje twardy piaskowiec, który w przeszłości był wydobywany na południowym stoku dla celów budowlanych. Góra o wyrazistym kopulastym kształcie i stromych zboczach. Na płaskim szczycie częściowo porośniętym lasem mieszanym znajduje się kamienna wieża widokowa, o wysokości 23 m, turystyczne miejsce odpoczynku restauracja ze schroniskiem turystycznym, pomnik niemieckiego poety Friedricha Schillera oraz dwie metalowe wieże przekaźnikowe: telewizyjna i telekomunikacyjna. Zbocza szczytu porośnięte są odtworzonym lasem mieszanym z przewagą buka. Na południowych zboczach zachowało się rumowisko skalne i gołóborza. Szczyt jest dobrym punktem widokowym, z którego rozciąga się pełna panorama na okoliczne szczyty i doliny Gór Łużyckich. Przez wierzchołek prowadzi europejski dział wodny. Woda z północnego zbocza płynie do morza Bałtyckiego, a z południowego do Morza Północnego.

## Atrakcje
Na szczyt prowadzi wyciąg narciarski wzdłuż którego przebiegają dwie trasy zjazdowe.

## Turystyka
Na szczyt prowadzi serpentynami ścieżka oraz szlak turystyczny.
- zielony – z Jiřetín pod Jedlovou.
- Na szczycie znajduje punkt widokowy na kamiennej wieży widokowej z widokiem okrężnym od Gór Łużyckich przez Czeskie Średniogórze, Czeski Raj, aż po Góry Izerskie i wierzchołki Karkonoszy, na północy na Łużyce Górne i miasta w Niemczech.